# Pieni-Kärinki
Pieni-Kärinki är en sjö i kommunen Ruokolax i landskapet Södra Karelen i Finland. Sjön ligger 86,1 meter över havet. Den är 12,18 meter djup. Arean är 72 hektar och strandlinjen är 6,93 kilometer lång. Sjön  ingår i Vuoksens huvudavrinningsområde.   Den ligger omkring 48 km nordöst om Villmanstrand och omkring 250 km nordöst om Helsingfors. 
I sjön finns ön Kalmasaari. 